# صاریغ چهارچشم جنوب‌شرقی
صاریغ چهارچشم جنوب‌شرقی (نام علمی: Philander frenatus) نام یک گونه از سرده صاریغ‌های چهارچشم است.